# Cigaretter og tommelfingre
Cigaretter og tommelfingre er en dansk børnefilm fra 1980 instrueret af Ulla Raben. Den blev sendt i forbindelse med DR's børneudsendelse Kikkassen.

## Handling
Katrine og hendes far tilbringer nogle fridage sammen i et lånt sommerhus. De har en hemmelig aftale om, at Katrine skal holde op med at sutte på tommelfingre, og hendes far skal holde op med at ryge.

## Medvirkende
- Frits Helmuth, Katrines far